# Anthomyza baezi
Anthomyza baezi är en tvåvingeart som beskrevs av Rohacek 1999. Anthomyza baezi ingår i släktet Anthomyza och familjen sumpflugor.
Artens utbredningsområde är Madeira. Inga underarter finns listade i Catalogue of Life.